# Atemptat d'Omagh
L'Atemptat d'Omagh es va produir el 15 d'agost de 1998, quan un cotxe bomba va explotar en el centre de la ciutat d'Omagh, capital del comtat de Tyrone a Irlanda del Nord. L'atemptat va ser reivindicat per l'IRA Autèntic, una escissió de l'IRA Provisional oposada al procés de pau iniciat en l'Acord de Divendres Sant. Van morir 29 persones (inclosa una dona embarassada de bessons) i prop de 220 van resultar ferides.
La xifra de víctimes col·loca l'atemptat com el més brutal de la història del conflicte nord-irlandès, amb l'agreujant que es va produir durant l'alto el foc de l'IRA Provisional i mesos després de la firma de l'Acord de Divendres Sant. L'impacte de l'atemptat en la societat irlandesa va ser tal que l'IRA Autèntic es va veure obligat a presentar un alto el foc.
Les víctimes van ser tant catòliques com protestants, i entre elles es trobaven dos ciutadans espanyols (Rocío Abad Ramos, de 23 anys, i Fernando Blasco Baselga, de 12).
Pete Travis va portar l'any 2004 aquests fets al cinema amb Omagh (pel·lícula).

## Cronologia
- 14:00. Un Vauxhall Cavalier C és aparcat al davant d'una botiga de roba de la Market Street. El cotxe havia estat robat a Carrickmacross i la seva matrícula irlandesa canviada per una d'Irlanda del Nord. El conductor i un altre ocupant van escapar per la Campsie Road.

- 14:30. Es rep el primer avís a l'Ulster Television. A aquest avís seguirien uns altres dos en cinc minuts (un en una organització caritativa i un altre de nou en la televisó nord-irlandesa).

- 15:10. Esclata la bomba.

Segons aquests avisos, la bomba havia de detonar aproximadament a 180 metres (200 iardes) del Palau de Justícia, tot i que en realitat va esclatar a 275-350 metres, la qual cosa va significar que algunes persones van ser evacuades en direcció a la bomba.

## Víctimes mortals
| Nom                     | Edat     | Detalls |
| ----------------------- | -------- | --- |
| Rocío Abad Ramos        | 23 anys  | Estudiant espanyola d'intercanvi. Era la guia d'un grup de nens, quatre dels quals (James Barker, Fernando Blasco Baselga, Oran Doherty i Sean McLaughlin) van morir. La bomba va esclatar a la seva esquena, quan intentava protegir els nens. |
| James Barker            | 12 anys  | Ferit molt greu. Va morir en l'hospital. Va ser enterrat junt amb els seus amics Oran Doherty i Sean McLaughlin. |
| Fernando Blasco Baselga | 12 anys  | Estudiant espanyol d'intercanvi. El seu pare va ser ferit en un atemptat d'ETA. La seva germana, de 15 anys, l'acompanyava i va haver de sotmetre's a diverses operacions de cirurgia plàstica per guarir de les seves ferides.                 |
| Geraldine Breslin       | 43 anys  | Dependenta d'una botiga de roba. Va morir durant el seu descans, junt amb la seva amiga Ann McCombe. |
| Deborah-Anne Cartwright | 20 anys  | Treballadora en un saló de bellesa. La seva admissió a la Universitat de Manchester per a un curs de Disseny Tèxtil va arribar el dia del seu funeral.                                                                                          |
| Gareth Conway           | 18 anys  | Va acudir a Omagh per fer unes compres. La seva germana treballava en l'hospital on es va dur el cos. Al seu enterrament van acudir membres del Sinn Féin i del Partit Unionista de l'Ulster.                                                   |
| Breda Devine            | 20 mesos | La seva mare, amb un 60% del cos amb cremades, va romandre inconscient durant 6 setmanes. |
| Oran Doherty            | 8 anys   | Va morir durant una excursió a Omagh, junt amb els seus amics Sean McLaughlin i James Barker. |
| Aidan Gallagher         | 21 anys  | Va acudir a Omagh per fer unes compres. El seu amic va sofrir cremades greus. El seu oncle va ser assassinat en un atemptat de l'IRA. |
| Esther Gibson           | 36 anys  | Treballadora d'una fàbrica tèxtil de la ciutat. El seu cos va ser reconegut pel seu promès. |
| Mary Grimes             | 66 anys  | Morta després de sortir d'una botiga de roba, junt amb la seva filla Avril Monaghan i la seva neta Maura Monaghan. |
| Olive Hawkes            | 60 anys  | Membre de l'Església Metodista i apreciada tant per catòlics com per protestants. Va morir durant les seves compres diàries. |
| Julia Hughes            | 21 anys  | Treballava durant l'estiu en un laboratori fotogràfic. Els confusos avisos van fer que fos evacuada en direcció a la bomba. |
| Brenda Logue            | 17 anys  | Va morir després de sortir de la seva botiga en veure la gent córrer. La seva família, que va romandre a l'interior, va sobreviure. |
| Jolene Marlow           | 17 anys  | Estava menjant en un cafè junt amb el seu germà i la seva àvia. Va ser evacuada en direcció a la bomba. |
| Ann McCombe             | 48 anys  | Treballava al costat de Geraldine Breslin. Ambdues van morir durant el seu descans a la botiga de roba. |
| Brian McCrory           | 54 anys  | Estava al costat del cotxe-bomba en el moment de l'explosió. El seu cos va ser identificat per les empremtes dactilars. El seu fill va col·laborar en l'hospital on el seu cos va ser dipositat.                                                |
| Samantha McFarland      | 17 anys  | Treballava com a voluntària en una botiga d'Oxfam. Va morir junt amb una altra voluntària, Lorraine Wilson. Un altre dels treballadors de la botiga va perdre el seu germà i el seu nebot (Fred White i Bryan White)                            |
| Sean McGrath            | 61 anys  | Va acudir al carrer de l'explosió a tallar-se el cabell. Conegut home de negocis de la ciutat, va ser greument ferit per la metralla. Va morir el 5 de setembre.                                                                                |
| Sean McLaughlin         | 12 anys  | Estava d'excursió, junt amb altres nens espanyols i els seus amics Oran Doherty i James Barker. |
| Avril Monaghan          | 30 anys  | Embarassada de bessons, era a la ciutat junt amb la seva filla Maura Monaghan i la seva mare Mary Grimes, que també va morir en l'atemptat. Tenia tres fills més, tots ells menors de 7 anys.                                                   |
| Maura Monaghan          | 18 mesos | La víctima més jove. Va morir junt amb la seva àvia i la seva mare. |
| Alan Radford            | 16 anys  | Va morir mentre estava de compres amb la seva mare, que va resultar ferida. El seu pare havia sobreviscut a un atemptat de l'IRA. |
| Elizabeth Rush          | 57 anys  | Va morir mentre atenia uns clients al seu cafè, situat en la primera planta d'un edifici que era just al davant del cotxe bomba. |
| Veda Short              | 56 anys  | Va treballar durant més de 20 anys en una botiga de roba. Va morir durant el seu descans, igual com Geraldine Breslin i Ann McCombe |
| Philomena Skelton       | 39 anys  | Estava comprant els uniformes del col·legi dels seus fills quan la bomba va esclatar i va esfondrar l'edifici on era. El seu marit, que era a la botiga del costat, va ser lleument ferit.                                                      |
| Bryan White             | 27 anys  | Va morir junt amb el seu pare, Frederick White. Membre actiu de la comunitat, era membre de l'Orde d'Orange i de l'Associació Unionista d'Omagh                                                                                                 |
| Frederick White         | 60 anys  | Va morir junt amb el seu fill. Horticultor retirat, va ser tresorer de l'Església presbiteriana de la ciutat durant 22 anys, a més de membre de l'Orde d'Orange i de l'Associació Unionista d'Omagh.                                            |
| Lorraine Wilson         | 15 anys  | Voluntària a la botiga d'Oxfam, va morir junt amb la seva amiga Samantha McFarland quan ambdues van ser evacuades en direcció equivocada. |

## Conseqüències
Aquest atemptat és condemnat pel conjunt dels signataris de l'acord i la població. Dos dies més tard, l'Irish National Liberation Army aprova el pla de pau i declara un alto el foc. L'IRA Autèntic va declarar l'alto el foc en 1999 però va reprendre les seves operacions l'any 2000.